# Marie de Brandebourg-Culmbach
Marie de Brandebourg-Culmbach (14 octobre 1519 - 31 octobre 1567) est électrice consort palatine de 1559 à 1567.

## Biographie
Marie est la fille du landgrave Casimir de Brandebourg-Culmbach et de son épouse Suzanne de Bavière. Elle épouse le 12 juin 1537 Frédéric III du Palatinat, électeur palatin. Six enfants sont issus de cette union :
- Louis VI, 1539-1583, qui devint électeur palatin à la mort de Frédéric III.

- Élisabeth, 1540-1594, qui épousa le duc Jean-Frédéric II de Saxe.

- Jean-Casimir, 1543-1592.

- Dorothée-Suzanne, 1544-1592, qui épousa le duc Jean-Guillaume de Saxe-Weimar.

- Anne-Élisabeth, 1549-1609, qui épousa en premières noces le landgrave Philippe II de Hesse-Rheinfels, et en secondes noces Jean-Auguste de Veldenz-Lutzelstein.

- Cunégonde-Jacobée, 1556-1586, qui épousa le comte Jean VI de Nassau-Dillenbourg.